# 愛知県道182号里小牧北方江南線

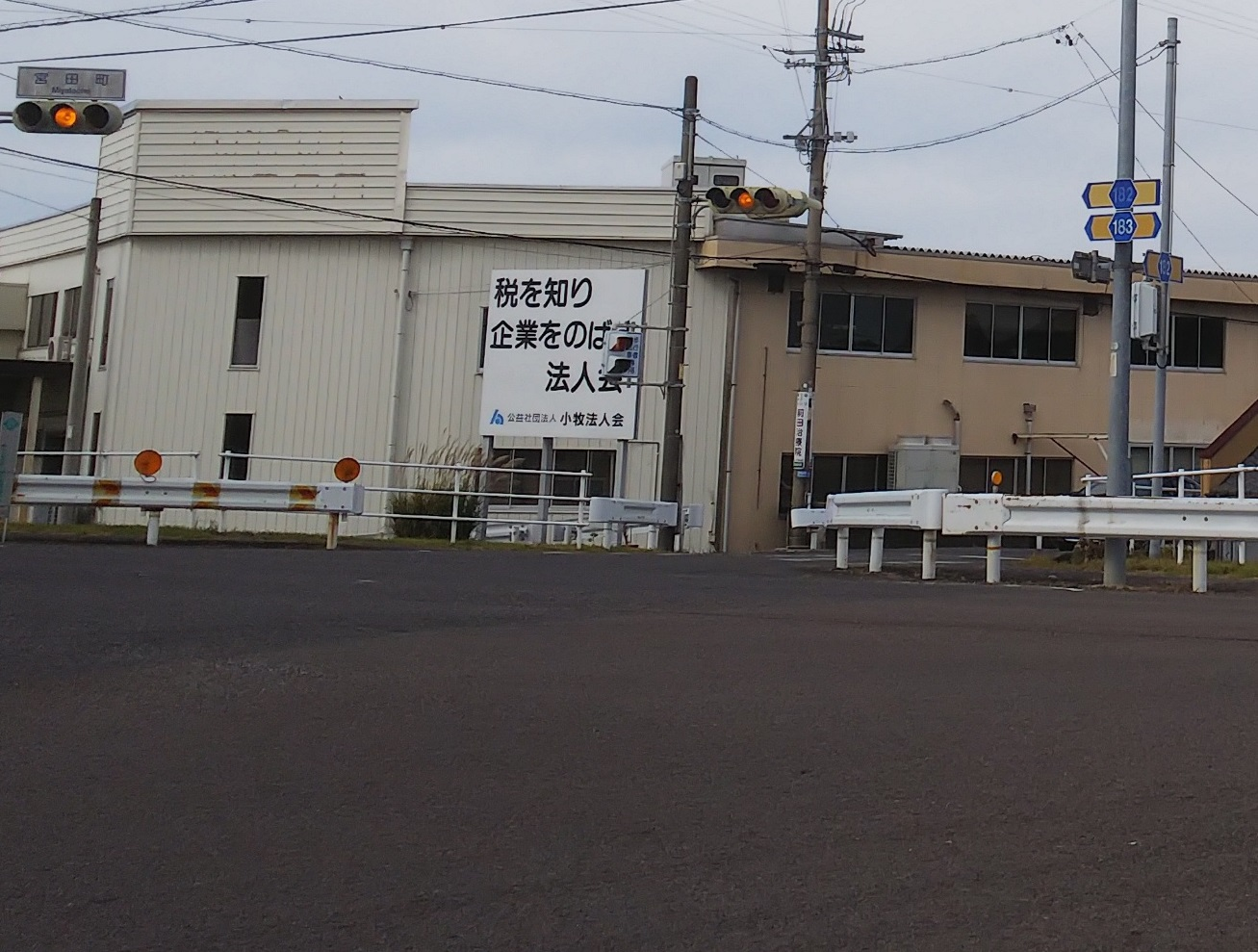
江南市宮田町の182号183号合流点　写真右に標識がある

愛知県道182号里小牧北方江南線（あいちけんどう182ごう さとこまききたがたこうなんせん）は、愛知県一宮市から同県江南市に至る一般県道である。

## 概要

### 路線データ
- 起点：愛知県一宮市木曽川町里小牧字山片（愛知県道14号岐阜稲沢線交点）
- 終点：愛知県江南市古知野町桃源（愛知県道17号江南関線・愛知県道63号名古屋江南線・愛知県道64号一宮犬山線交点）

## 沿革
- 1959年（昭和34年）12月15日：認定[1]

## 別名
- お囲い堤ロード（江南市）
- 藤まんだら通り（江南市）

## 地理

### 通過する自治体
- 愛知県
  - 一宮市
  - 江南市

### 交差する道路
- 愛知県道14号岐阜稲沢線（岐阜街道、鮎鮨街道）（一宮市木曽川町里小牧地内、名鉄バス「中起」バス停付近）
- 愛知県道148号萩原三条北方線（中島東郷交差点 - 一宮市北方町北方地内（一宮市立北方小学校北東）で重複）
- 国道22号（名岐バイパス）（北方町交差点）
- 愛知県道148号萩原三条北方線（バイパス）（光明寺公園南交差点）
- 愛知県道181号光明寺木曽川停車場線（光明寺西交差点）
- 愛知県道150号一宮川島線（タワー通り）（光明寺交差点）
- 愛知県道151号一宮各務原線（黒岩交差点）
- 愛知県道183号浅井犬山線（お囲い堤ロード）（江南市宮田町南野地内 - 宮田町交差点で重複）
- 愛知県道184号般若東野線（巡見街道）（前飛保交差点）
- 愛知県道154号鹿ノ子島南小渕線（江南市飛高町泉地内）
- 愛知県道64号一宮犬山線（江南中央道）（江南市古知野町花霞地内 - 桃源交差点で重複）
- 愛知県道17号江南関線（すいとぴあ名草線）・愛知県道63号名古屋江南線（すいとぴあ名草線）（桃源交差点）

### 沿線
- 一宮市立北方小学校
- 一宮市立北方中学校
- 光明寺公園
- 一宮市立葉栗北小学校
- 愛知県立一宮北高等学校
- 愛知県立一宮特別支援学校
- 一宮市立浅井北小学校
- 大野極楽寺公園
- 蘇南公園
- 江南市役所宮田支所
- 江南市立宮田小学校
- 江南市立宮田中学校
- 曼陀羅寺
- 愛知県立古知野高等学校